# Terceira
Terceira (portugalsky Ilha Terceira) je ostrov patřící Portugalsku v souostroví Azory. Jmenuje se podle toho, že byl objeven jako třetí ze souostroví. Původně byl znám pod názvem Ilha de Jesus Cristo (Ostrov Ježíše Krista). Kdo Terceiru objevil, není jasné. Asi to byl Vicente de Lagos, který se plavil ve službách Gonçalo Velho Cabrala. Kolonizace ostrova začala v r. 1450. Koncem 16. století byly Azory dočasně pod španělskou a anglickou nadvládou.  
Tak jako ostatní ostrovy Azor je Terceira sopečného původu. Rozlohou 396,75 km² je v celém souostroví třetí největší. Povrch je hornatý a je na něm několik vyhaslých sopek, z nichž nejvyšší je Santa Bárbara, která dosahuje nadmořské výšky 1023 m. Tato sopka je nejmladší ze čtyř stratovulkánů na ostrově. Nejstarší sopečný komplex na Terceiře je Cinco Picos. Zřícení horní části tohoto stratovulkanického útvaru vytvořilo asi před 370 000 lety obrovskou kalderu o rozměrech 7 x 9 kilometrů. Poblíž města Angra do Heroísmo vznikl erupcí čedičové lávy tufový kužel Monte Brasil, za kterým se ukrývá přístav tohoto města. 
Na ostrově se občas vyskytují tropické hurikány. Byly zde v letech 1889, 1940, 1957 a 2016. Vítr při nich dosahuje rychlosti kolem 100 km/hod. 
Terceira má dva hlavní námořní přístavy: Praia da Vitória na severovýchodě a Angra do Heroísmo na jihozápadě. Je zde také hlavní ostrovní základna portugalského letectva Aérea nº 4 v Lajes Field, s oddílem letectva Spojených států. Tato základna slouží zároveň jako civilní letiště. 

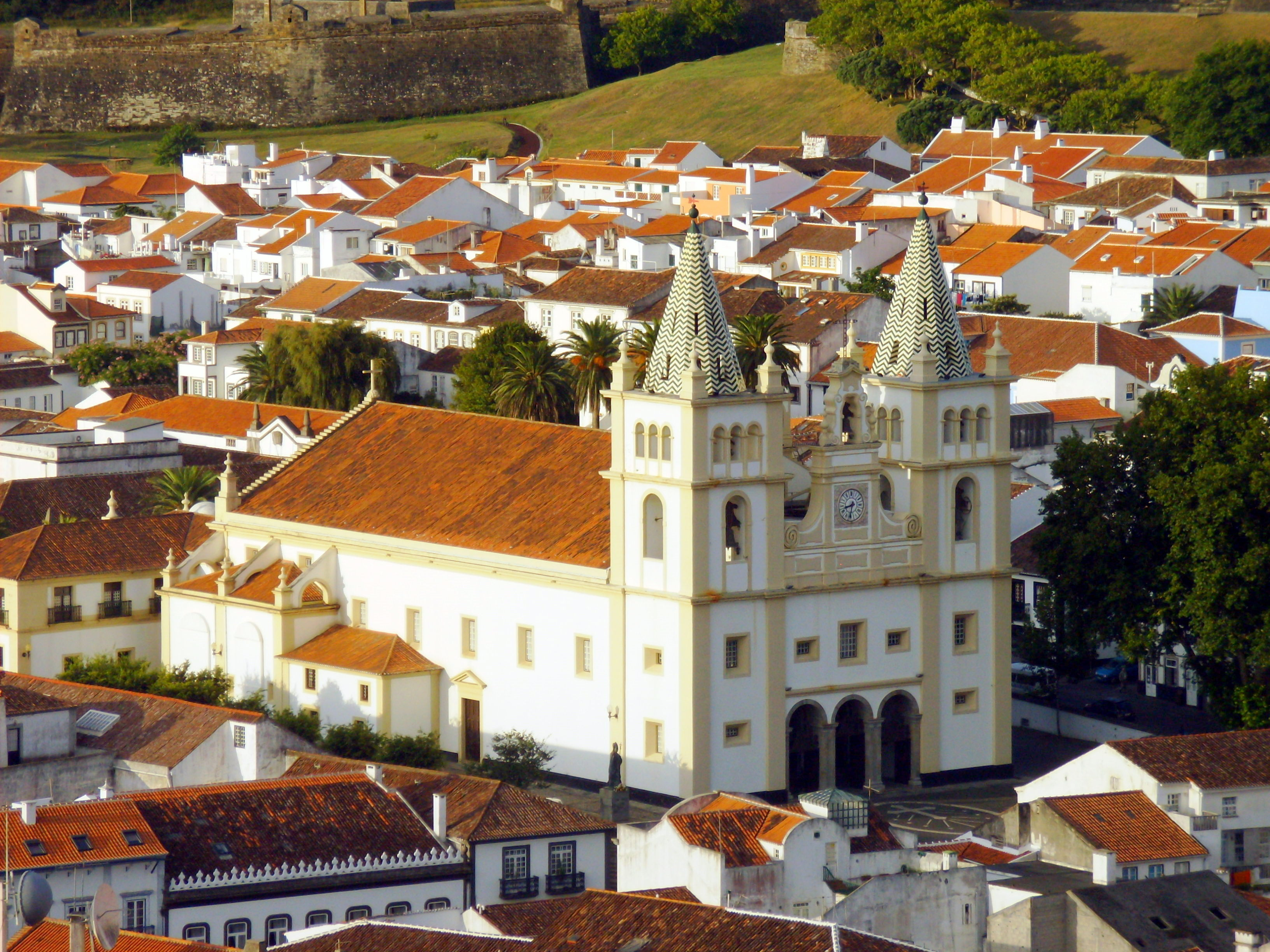
Katedrála Sé v Angra do Heroismo

Na ostrově žije 54 996 obyvatel, z nichž 35 581 jich žije v hlavním městě Angra do Heroísmo. Jeho centrum je od roku 1983 zapsáno do seznamu Světového dědictví UNESCO. Je to nejstarší město na celém souostroví. Je zde sídlo římskokatolického biskupství diecéze Funchal.
Na ostrově jsou velmi populární býčí zápasy, které se tradičně konají v aréně, ale také v ulicích. Na ulici probíhají zápasy tak, že býk má uvázáno kolem krku lano, které drží osm lidí, kteří ho řídí a brání mu v opuštění ulice. Býk je veden po ulici a hráči ho dráždí, ale nechtějí ho zabít. Má rohy zakryté koulemi nebo kůží, aby nemohl hráče poranit. Býci se pak musí nechat před dalším zápasem aspoň 3 týdny odpočinout, aby mohli znovu bojovat.  
Na Terceiře se koná před velikonocemi populární Entrudo - karneval, na kterém vystupují taneční skupiny, které předvádějí svoje umění po celém ostrově. 